# Фрі Стейт (стадіон)
Стадіон «Фрі Стейт» (афр. Vrystaatstadion, англ. Free State Stadium — стадіон Вільної держави) — стадіон в Блумфонтайні, ПАР. Призначений для проведення змагань з регбі та футболу. Будівництво було завершено в 1952, в 2008 році стадіон було реконструйовано для проведення матчів Чемпіонату світу з футболу в 2010 році.